# Mestre Noza
Inocêncio Medeiros da Costa, Inocêncio da Costa Nick ou simplesmente Mestre Noza (Taquaritinga do Norte, setembro de 1897 - São Paulo, 21 de dezembro de 1983), foi um escultor em madeira brasileiro.

## Biografia
Nasceu em Taquaritinga, em 1897. Em 1912 foi a pé, como romeiro, da cidade Crato até Juazeiro do Norte, no Ceará, onde trabalhou como funileiro e, em seguida, numa oficina de rótulos. Aprendeu a fazer cabos de revólver e, atendendo a pedidos de romeiros, começou a fazer pequenas esculturas de santos. Na década de quarenta do século XX, Noza começou a fazer capas de madeira para ilustrar folhetos de cordel. Nascia o xilógrafo Mestre Noza.
Em 1961 participou da primeira exposição em Paris. Em 1965 seu álbum Via Sacra foi editado em Paris e obteve excelente recepção.
Mestre Noza se tornou conhecido como escultor, artesão, xilógrafo, santeiro, imaginário.
Seus trabalhos participaram de diversas exposições no Brasil.
Algumas xilogravuras de Mestre Noza fazem parte do Museu de Arte da Universidade Federal do Ceará (MAUC/UFC) e do Instituto de Estudos Brasileiros da USP.
Mestre Noza morreu em São Paulo no dia 21 de dezembro de 1983, de parada cardio-respiratória.

## Homenagens
Em 1997, ano do centenário de seu nascimento, a Fundação Memorial Padre Cícero organizou uma mostra de seus trabalhos, intitulada "Cem Anos de Noza".
Atualmente a Associação de Artesãos do Juazeiro do Norte está situada no Centro de Cultura Popular Mestre Noza, localizado na Rua São Luís, 95, no centro de Juazeiro do Norte.
Assim, os artistas de Juazeiro do Norte prestam homenagem ao grande escultor brasileiro.